# 오베촌 (효고현)
오베촌(大部村)은 효고현 가토군에 있던 촌이다. 현재의 오노시 중심부의 북방일대에 해당한다.